# 阮弘道
阮弘道（？—？），滁州（今安徽凤阳）人，明朝初期政治人物。
其早年与楊元杲跟随朱元璋渡江，分任行省左右司員外郎。后以郎中身份跟从朱文正镇守南昌。后有功，升任福建、江西行省參政，死于任上。